# Antigonida-dinasztia
Az Antigonida-dinasztia (Antigonidák) egy ókori makedóniai uralkodóház. 

## Története
A család az Argoszi-dinasztia kihalása után emelkedett fel, első uralkodója I. Antigonosz volt. Antigonosz már i. e. 321-től Ázsia tartomány sztragtégosza volt, uralkodóvá azonban csak i. e. 306-ban kiáltották ki. 301-ben halt meg, utóda azonban nem a fia, a rivális Kasszandrosz-dinasztia tagjai lettek. Fia, I. Démétriosz ugyan i. e. 294 és 287 között viselte a királyi címet, de végül trónfosztottan halt meg i. e. 283-ban. A zűrzavaros időszakból az i. e. 270-es években Démétriosz fia, II. Antigonosz került ki győztesen. Az ő leszármazottai uralkodtak a Makedón Királyságban i. e. 168-ig, amikor az utolsó uralkodót, Perszeuszt trónfosztották, a királyságot pedig a Római Birodalomhoz csatolták.
Érdekesség, hogy i. e. 149-ben Andriscus, aki Perszeusz fiának vallotta magát, bejelentette azon szándékát, hogy visszafoglalja Macedóniát a rómaiaktól. A háború egy évig tartott, de a rómaiak legyőzték őt i. e. 148-ban legyőzték őt. Ebben az időben volt egy másik trónkövetelő is, aki szintén Perszeusz fiának vallotta magát. Ő volt Pszeudo-Alexandrosz, akit szintén legyőztek, további sorsa ismeretlen.
I. e. 146-ban Makedónia hivatalosan is Macedonia néven római tartománnyá lett.

## A dinasztia uralkodói
| Uralkodó                                       | Uralkodott                              | Görög név               | Megjegyzés                                             |
| ---------------------------------------------- | --------------------------------------- | ----------------------- | ------------------------------------------------------ |
| I. Antigonosz Monophthalmosz (szül. i. e. 382) | i. e. 306 – i. e. 301                   | Ἀντίγονος ὁ Μονόφθαλμος |                                                        |
| I. Démétriosz Poliorkétész (szül. i. e. 337)   | i. e. 306–i. e. 286                     | Δημήτριος ο Πολιορκητής | I. Antigonosz fia.                                     |
| II. Antigonosz Gonatasz (szül. i. e. 319)      | i. e. 276–i. e. 274 i. e. 272–i. e. 239 | Αντίγονος Β' Γονατάς    | I. Démétriosz fia.                                     |
| II. Démétriosz (szül. i. e. 274)               | i. e. 239 – i. e. 229                   | Δημήτριος Β' Αιτωλικός  | II. Antigonosz fia.                                    |
| III. Antigonosz (szül. i. e. 263)              | i. e. 227 – i. e. 221                   | Αντίγονος Γ'            | I. Démétriosz unokája. Kormányzó: i. e. 229–i. e. 227. |
| V. Philipposz (szül. i. e. 238)                | i. e. 229–i. e. 227 i. e. 221–i. e. 179 | Φίλιππος Ε'             | II. Démétriosz fia.                                    |
| Perszeusz (szül. i. e. 212)                    | i. e. 179 – i. e. 168                   | Περσέας                 | V. Philipposz fia. mh. i. e. 162                       |

## Fordítás
- Ez a szócikk részben vagy egészben  a   Perseus of Macedon című angol Wikipédia-szócikk fordításán alapul.  Az eredeti cikk szerkesztőit annak laptörténete sorolja fel. Ez a jelzés csupán a megfogalmazás eredetét és a szerzői jogokat jelzi, nem szolgál a cikkben szereplő információk forrásmegjelöléseként.

## További irodalom
- Uralkodók és dinasztiák: Kivonat az Encyclopædia Britannicából. Szerk. A. Fodor Ágnes – Gergely István – Nádori Attila – Sótyné Mercs Erzsébet – Széky János. Budapest: Magyar Világ. 2001.  ISBN 963 9075 12 4